# Cimetière de Zorgvlied
Cet article concerne le cimetière situé à Amsterdam. Pour le village situé à Westerveld, dans la province de Drenthe, voir Zorgvlied.
Le cimetière de Zorgvlied est un cimetière néerlandais situé à Amsterdam. Il se trouve sur la rive gauche de l'Amstel, non loin du Martin Luther Kingpark au nord, dans l'arrondissement Sud.
Le cimetière est cependant géré par la commune voisine d'Amstelveen pour des raisons historiques. Il s'agit de l'un des cimetières les plus célèbres des Pays-Bas, où reposent de nombreuses personnalités et où certains de ses monuments sont classés au titre des monuments nationaux (Rijksmonumenten).

## Histoire
Le cimetière de Zorgvlied ouvre le 1er novembre 1870 dans la commune de Nieuwer-Amstel, qui depuis 1964 s'appelle Amstelveen. Néanmoins, les limites de la commune sont changées en 1896 et le cimetière se situe aujourd'hui dans la commune d'Amsterdam, ce qui n'empêche pas Amstelveen d'en avoir la propriété et gestion.

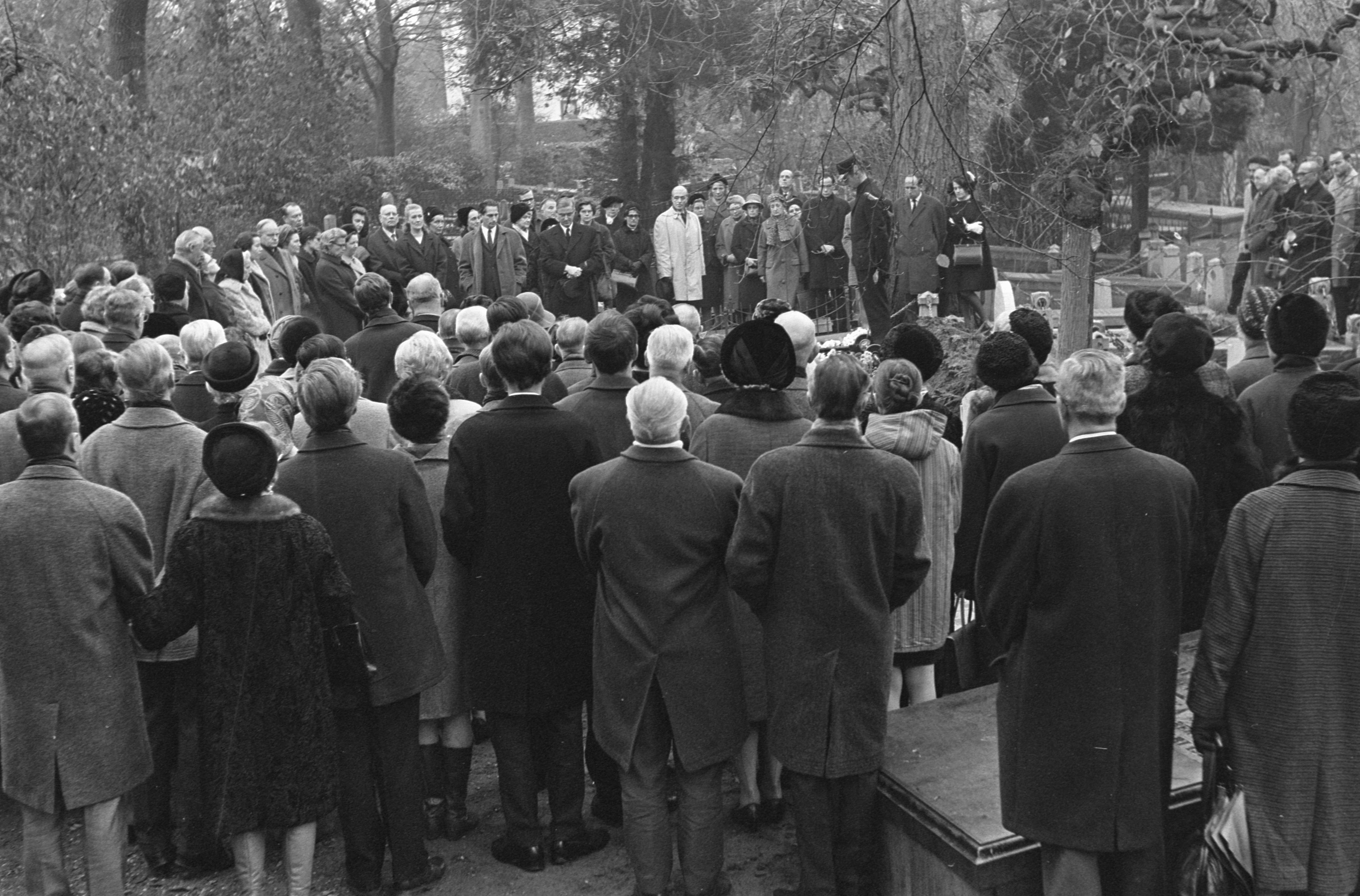
Enterrement de Greet Hofmans (1968).
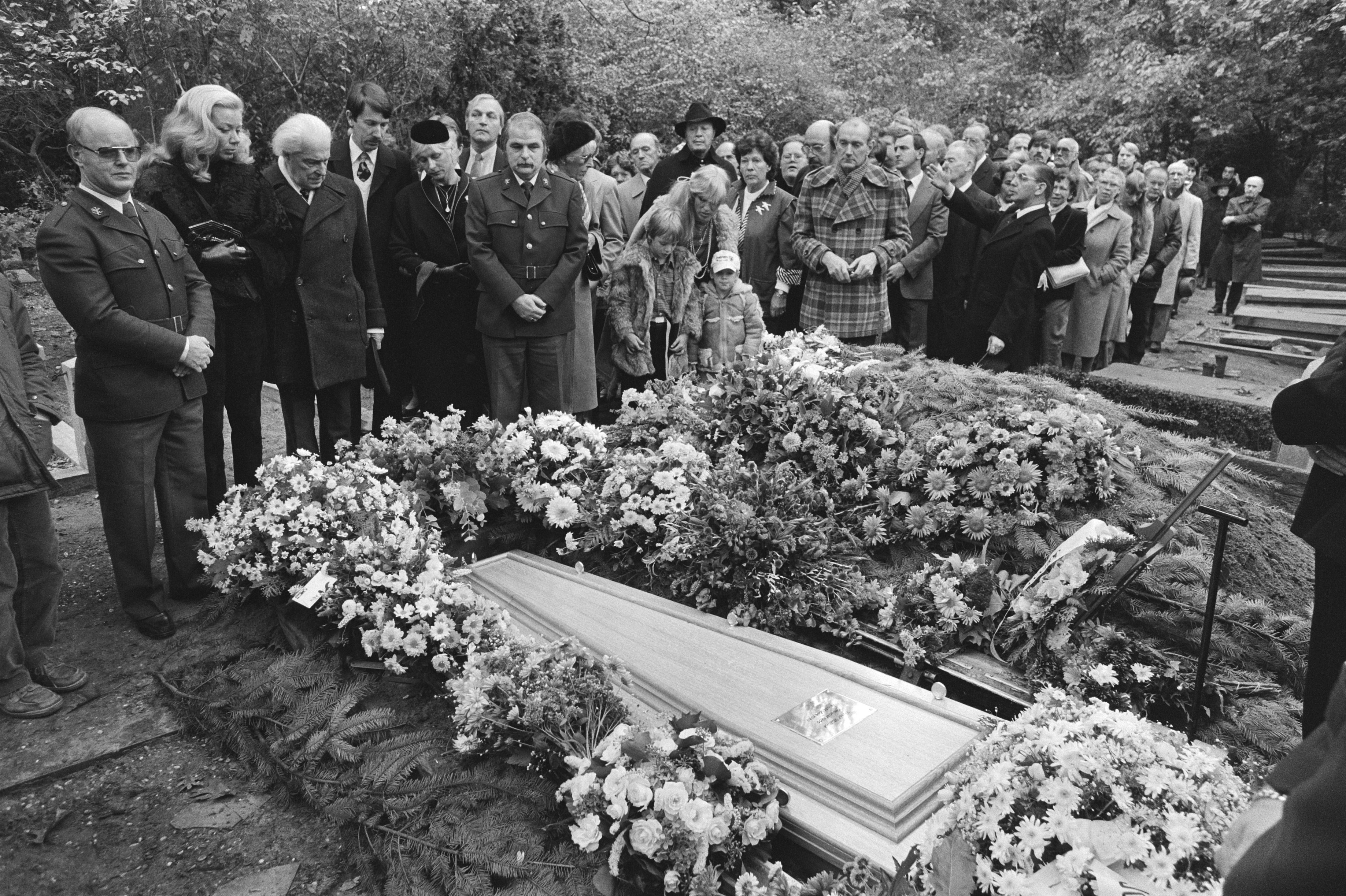
Enterrement de Carel Willink (1983).

## Quelques monuments nationaux
- Grafmonument van de familie Carré (nl)
- Grafmonument van de familie Dorrepaal (nl)
- Grafmonument van de familie Vom Rath-Bunge (nl)
- Grafmonument van Margot Mulder (nl)
- Grafmonument van Sophie de Vries (nl)
- Grafmonument van P.W. Janssen (nl)
- Grafmonument van de familie Hartog van Banda (nl)
- Grafmonument van Elisabeth Otter-Knoll (nl)

## Quelques personnalités enterrées
- August Allebé
- Abraham Asscher
- Eva Besnyö
- Paul Biegel
- Ursul Philip Boissevain (nl)
- Andries Bonger
- Henriëtte Bosmans
- Oscar Carré (nl)
- Eduard Cuypers
- Fien de la Mar
- Johannis de Rijke
- Rob du Mée (nl)
- Wim Duisenberg
- Mien Duymaer van Twist
- Theo Duquesnoy (nl)
- Elisabeth Eybers
- Bobby Farrell
- Hans Faverey
- Géza Frid
- Robert Jasper Grootveld
- Gerard Adriaan Heineken
- Greet Hofmans
- Guillaume Landré (nl)
- Stine Lerou (nl)
- Liesbeth List
- Harry Mulisch
- Schelto Patijn
- Peter Post
- Roef Ragas
- Renate Rubinstein
- Mady Saks
- Peter Schat
- Annie M. G. Schmidt
- Ramses Shaffy
- Gerard Thoolen
- Oscar Tourniaire (nl)
- Johanna van Gogh
- Hans van Mierlo
- Arthur van Schendel
- Hans van Sweeden
- Coen van Vrijberghe de Coning
- M. Vasalis
- Felix Vening Meinesz
- Hans Vonk
- Maurits Uyldert
- Koen Wessing
- Jan Hillebrand Wijsmuller
- Jeroen Willems
- Carel Willink

## Galerie

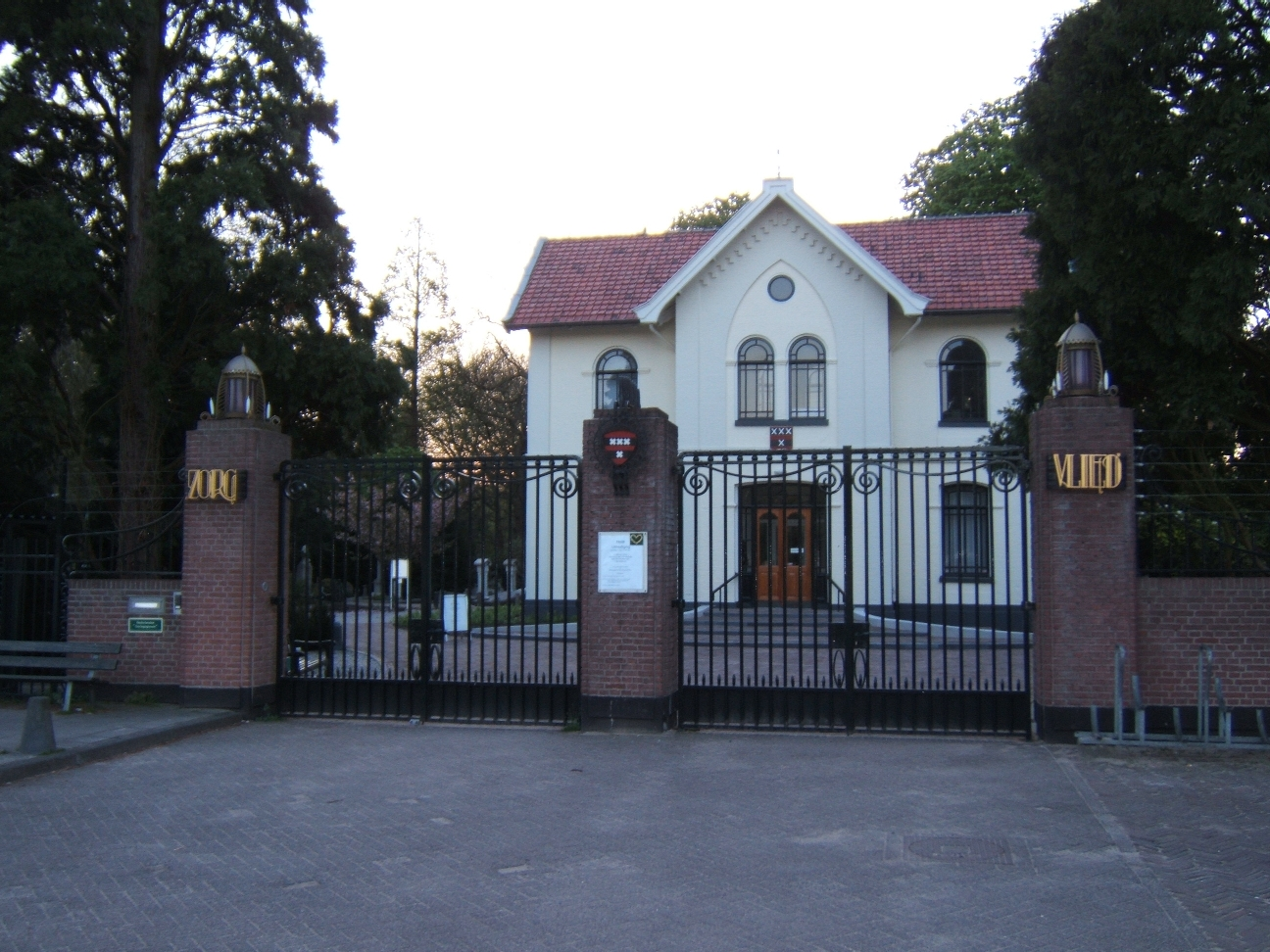
L'entrée du cimetière.
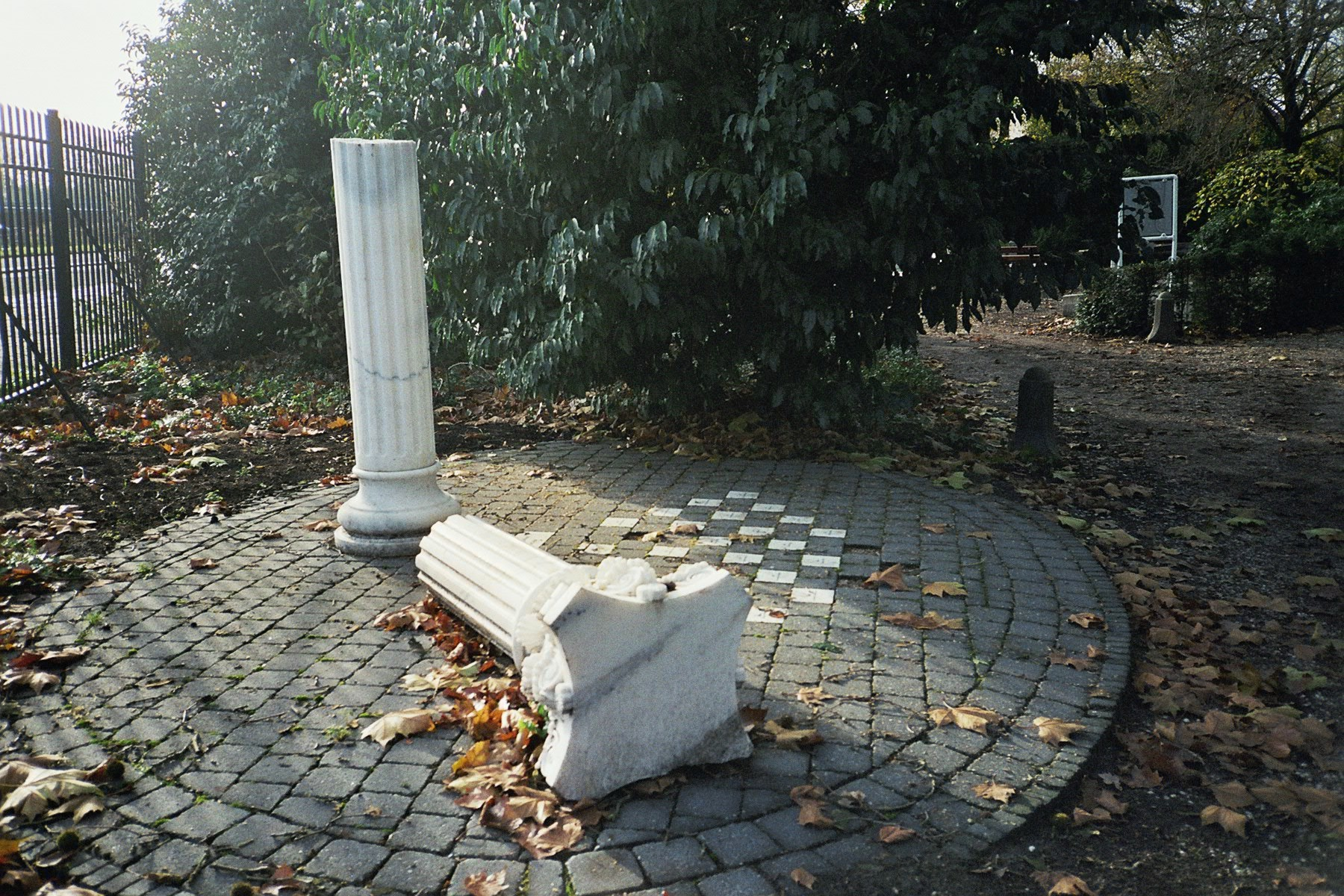
Une colonne cassée.
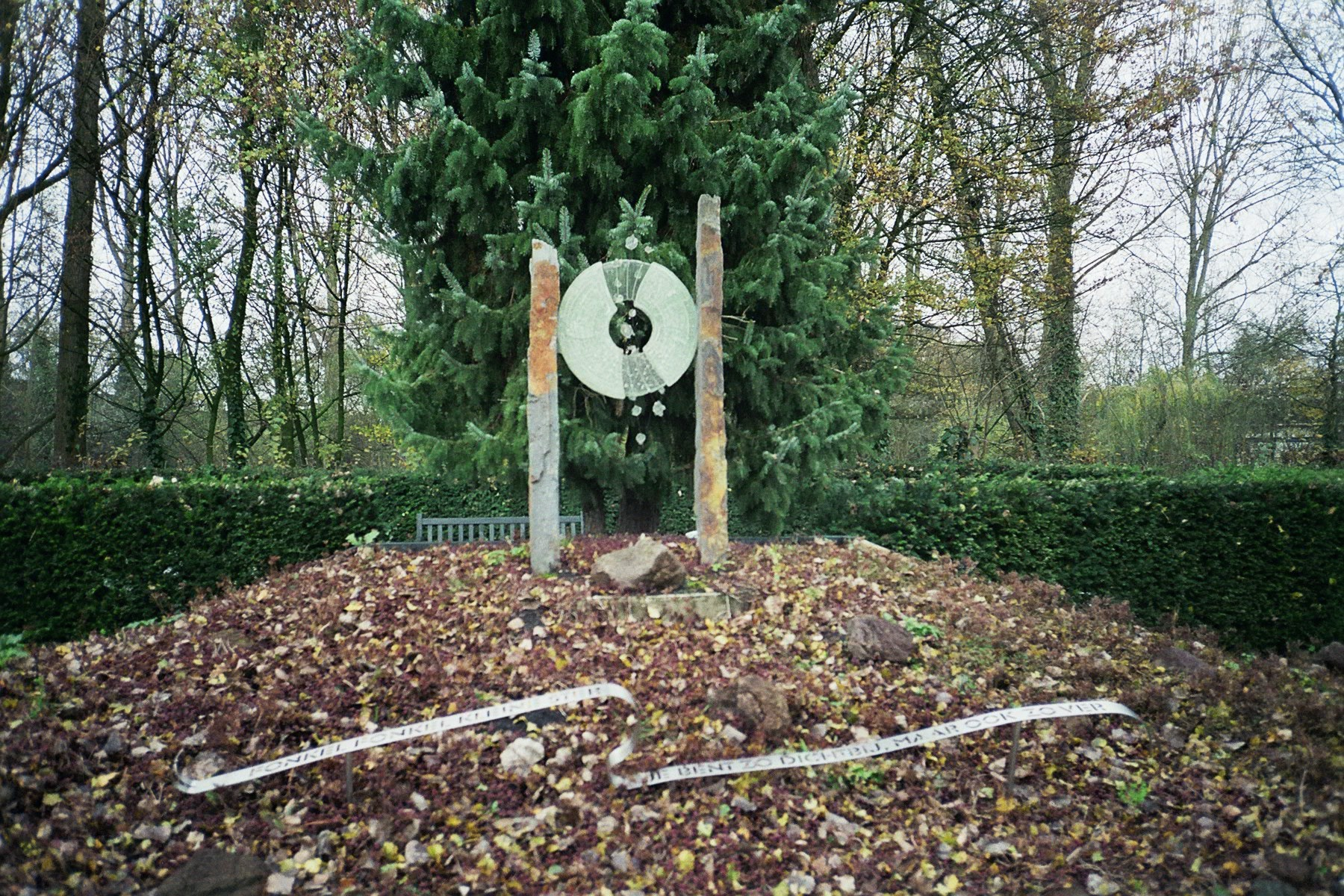
Sterretjesveld.
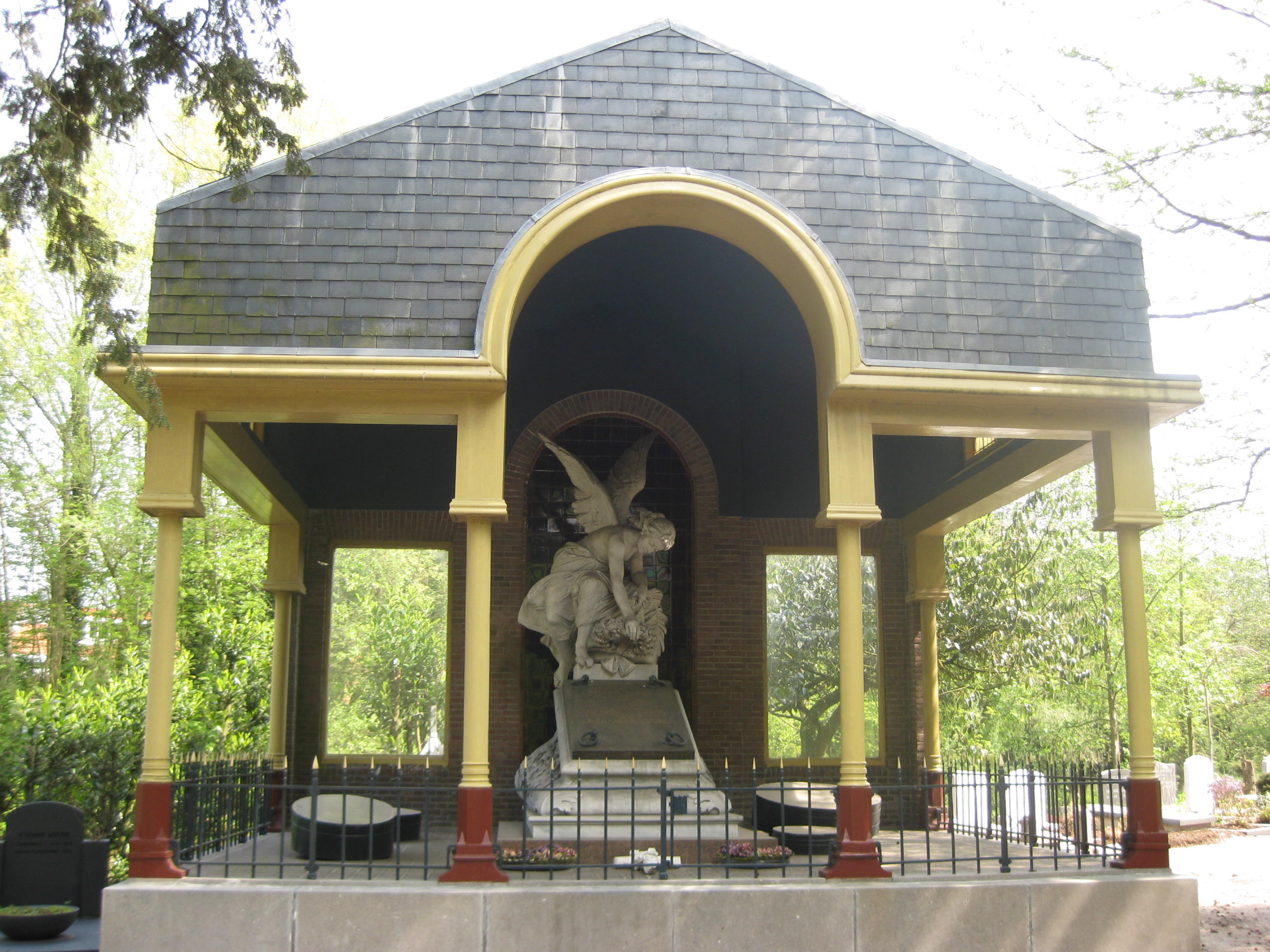
Tombe de la famille Dorrepaal.
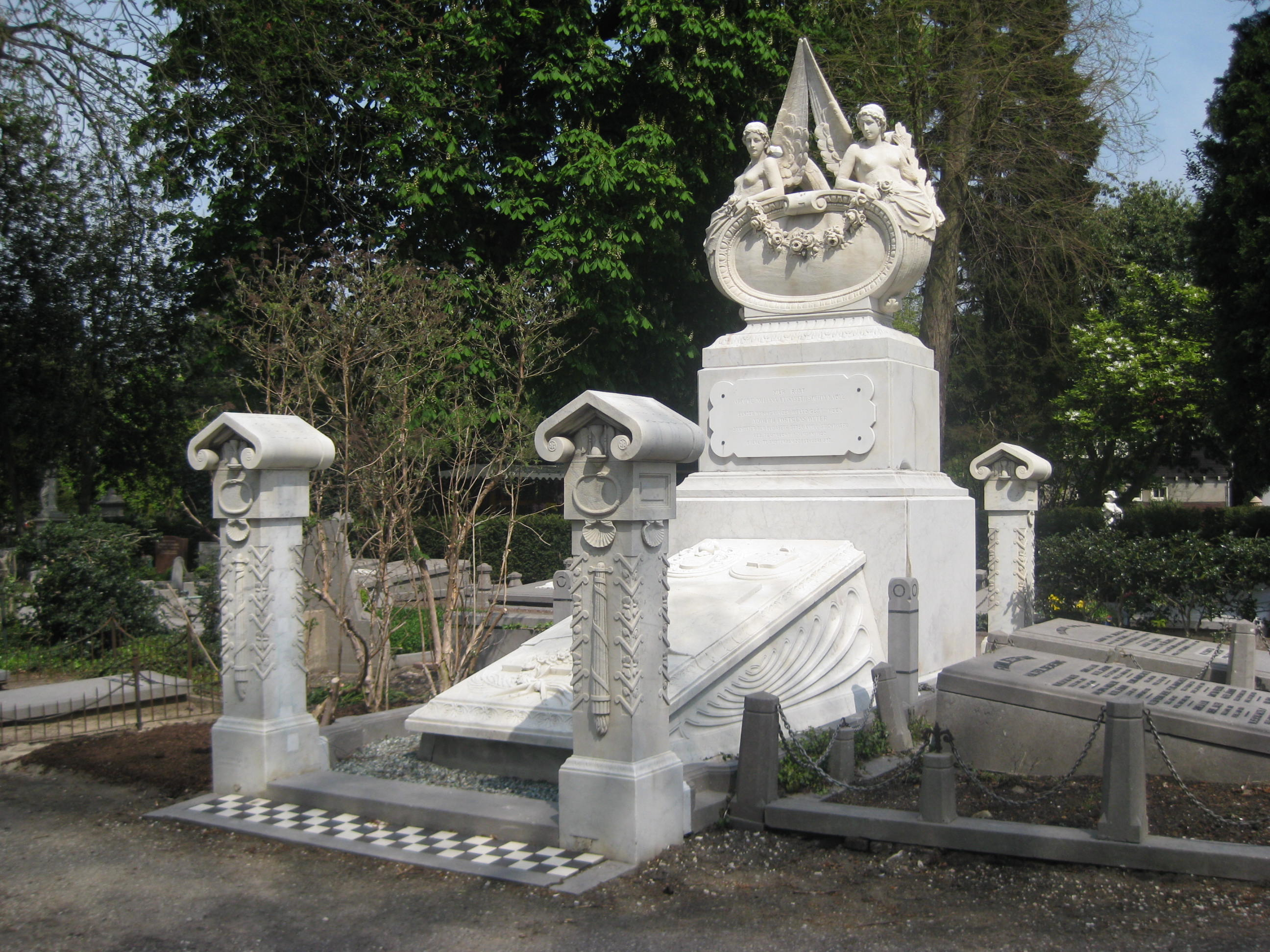
Tombe de la famille Knoll.
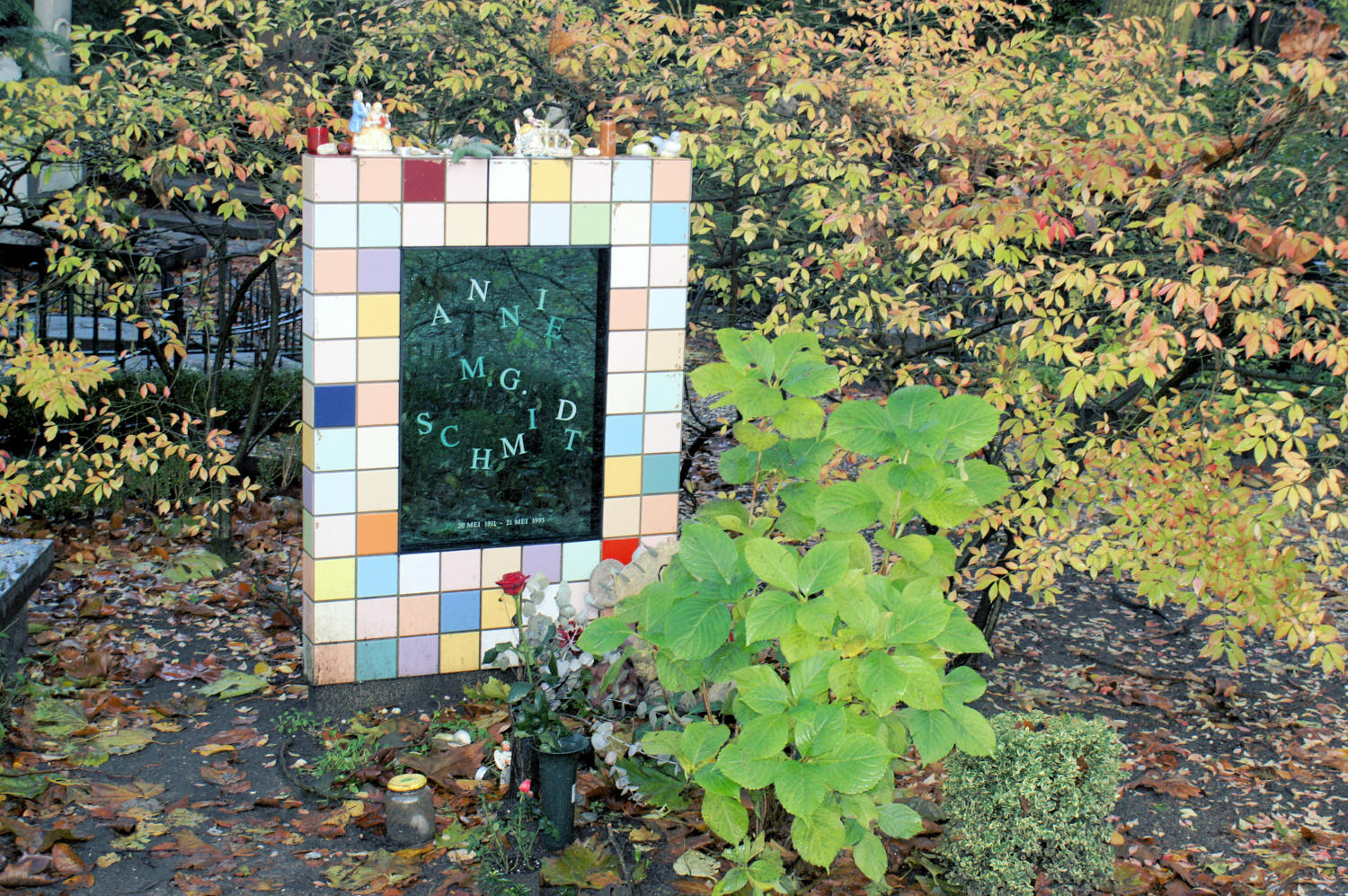
Tombe d'Annie M. G. Schmidt.
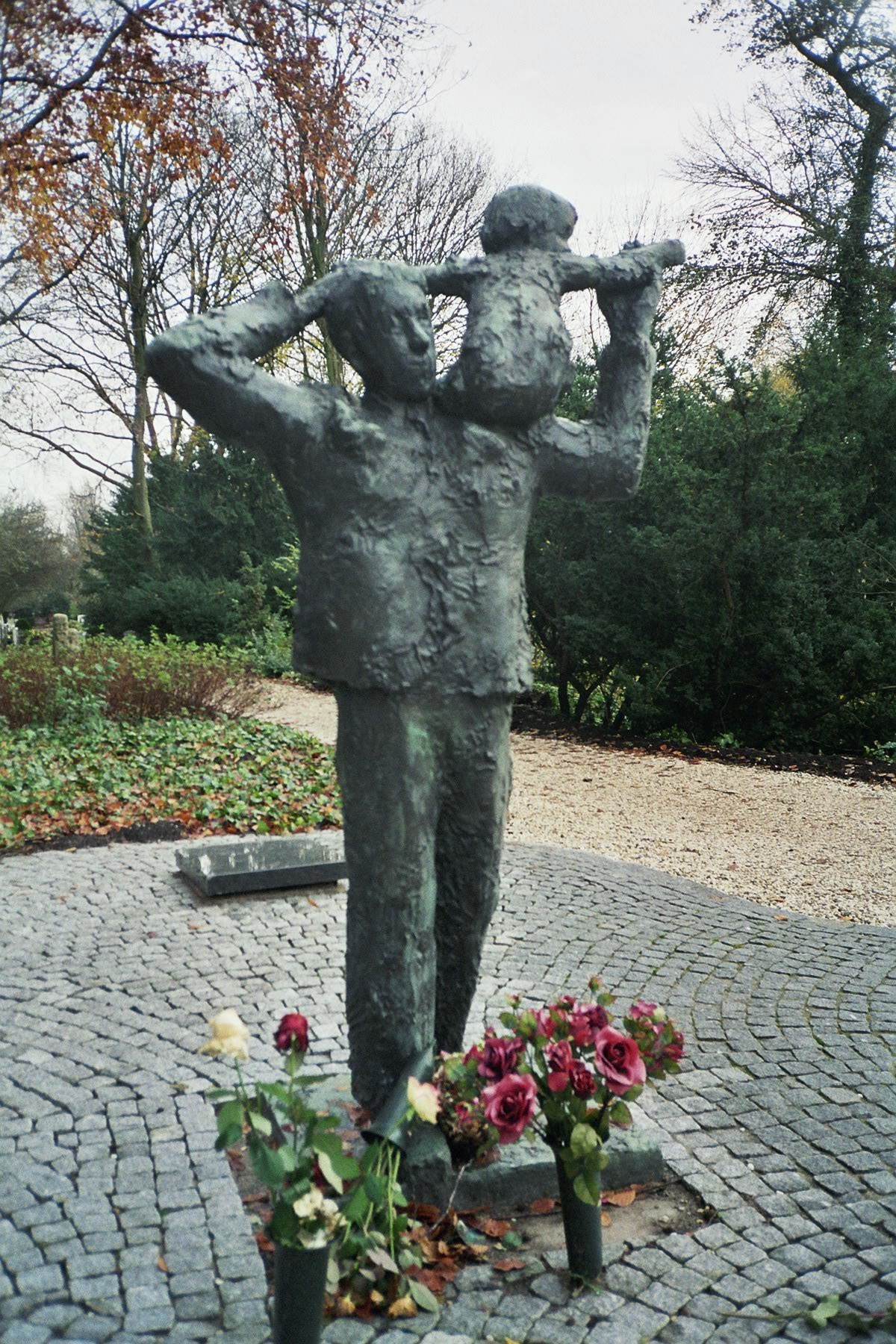
Monument aux pères (Vadermonument).
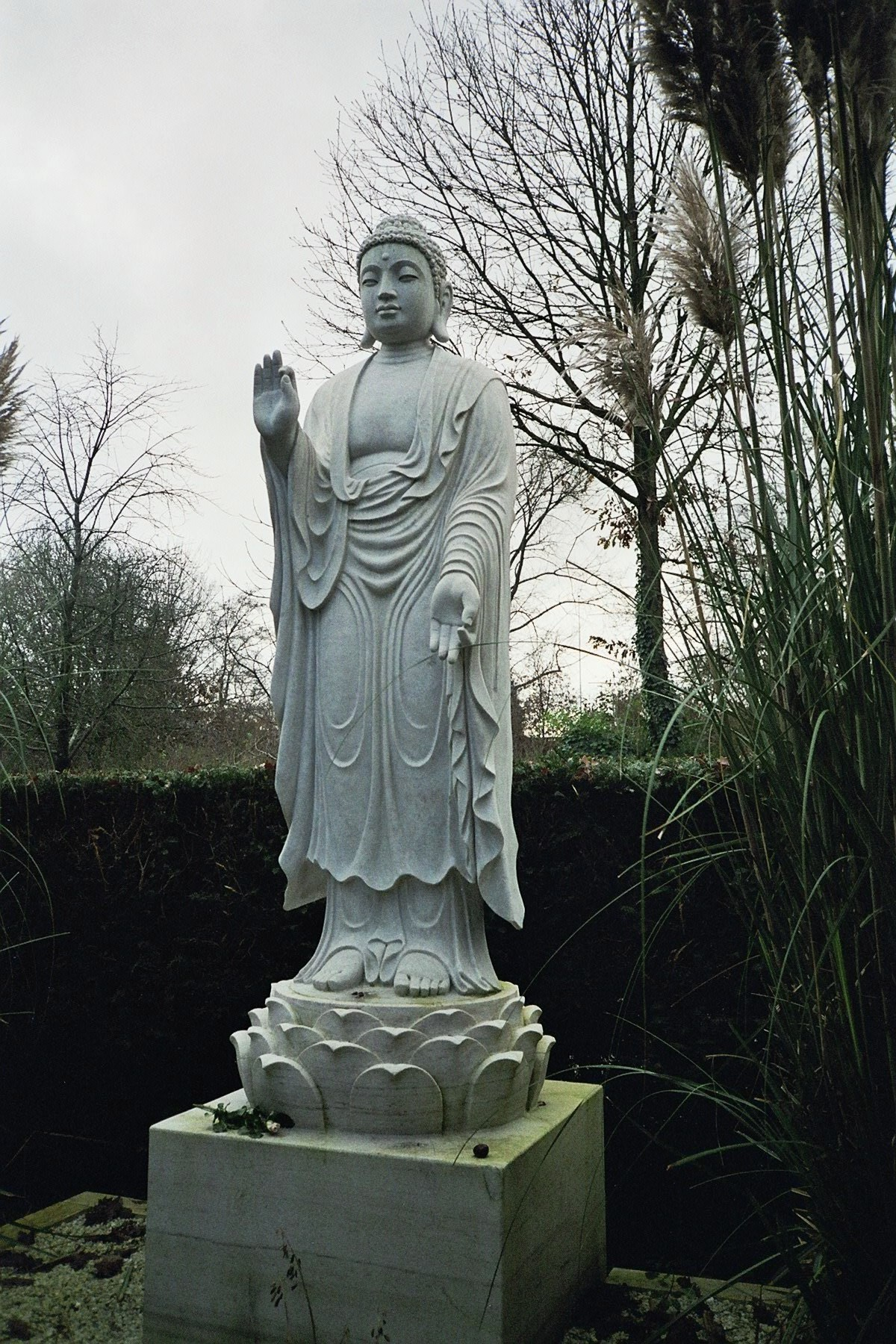
Bouddha.
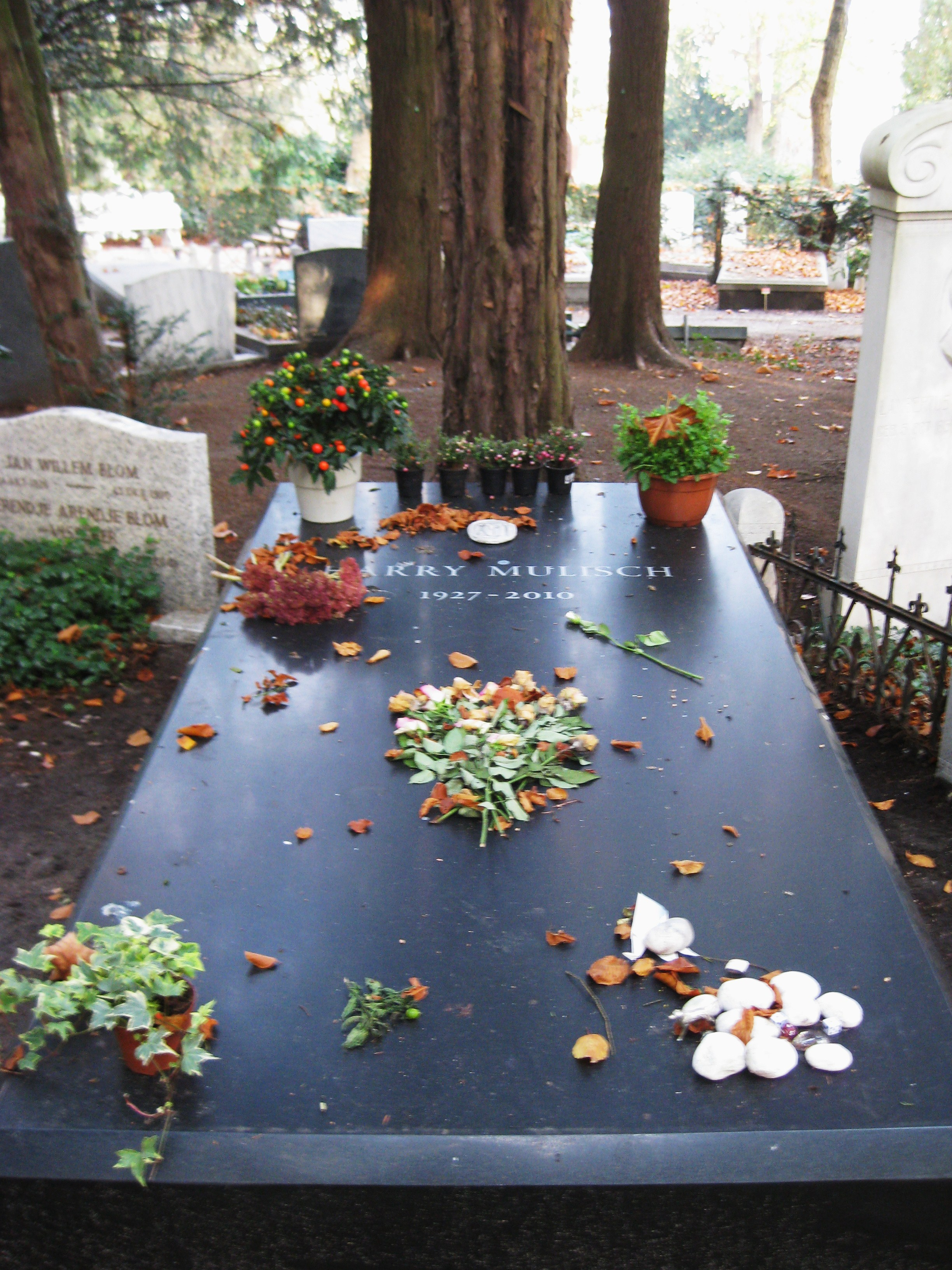
Tombe de Harry Mulisch.
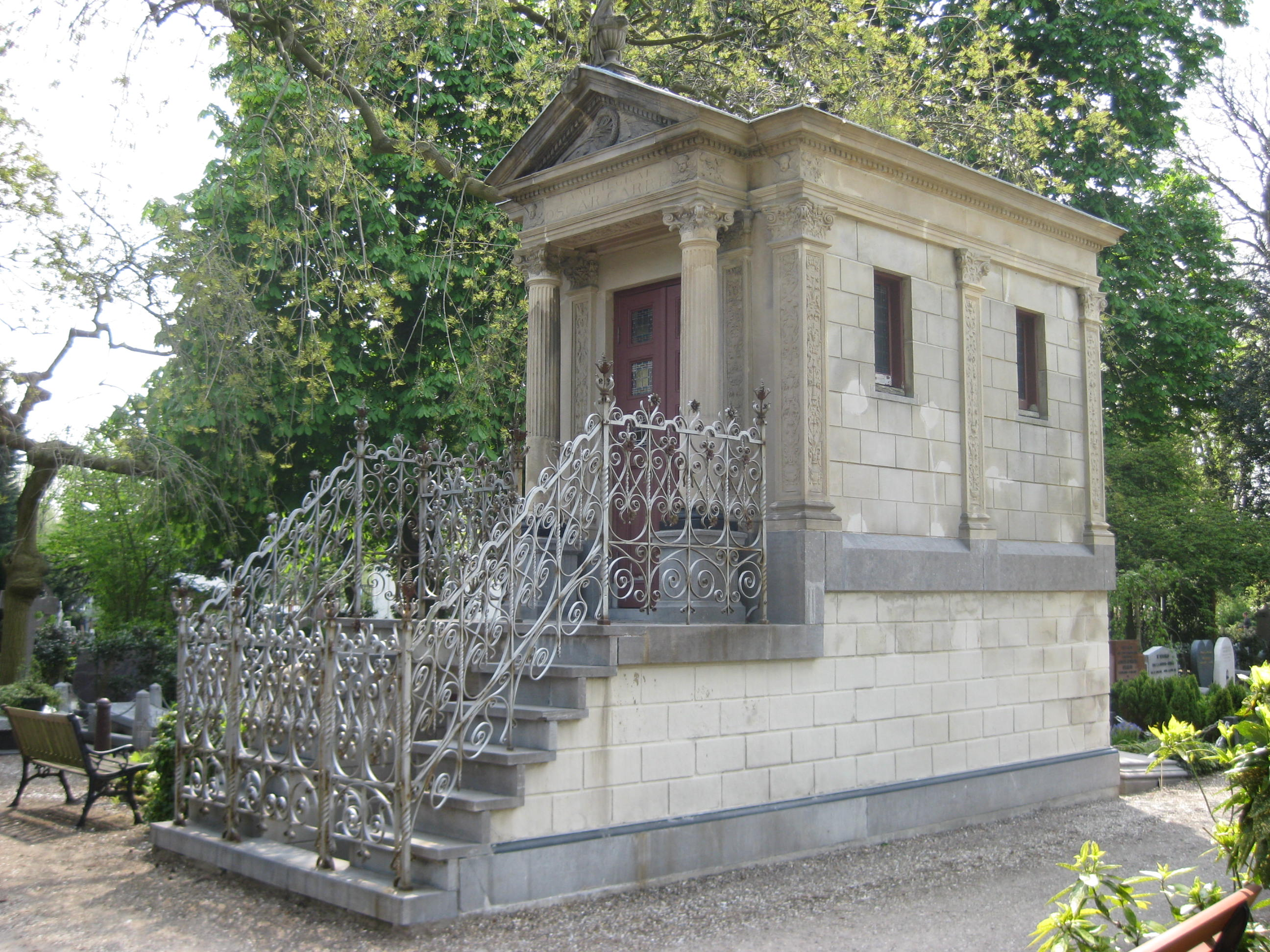
Tombe d'Oscar Carré.
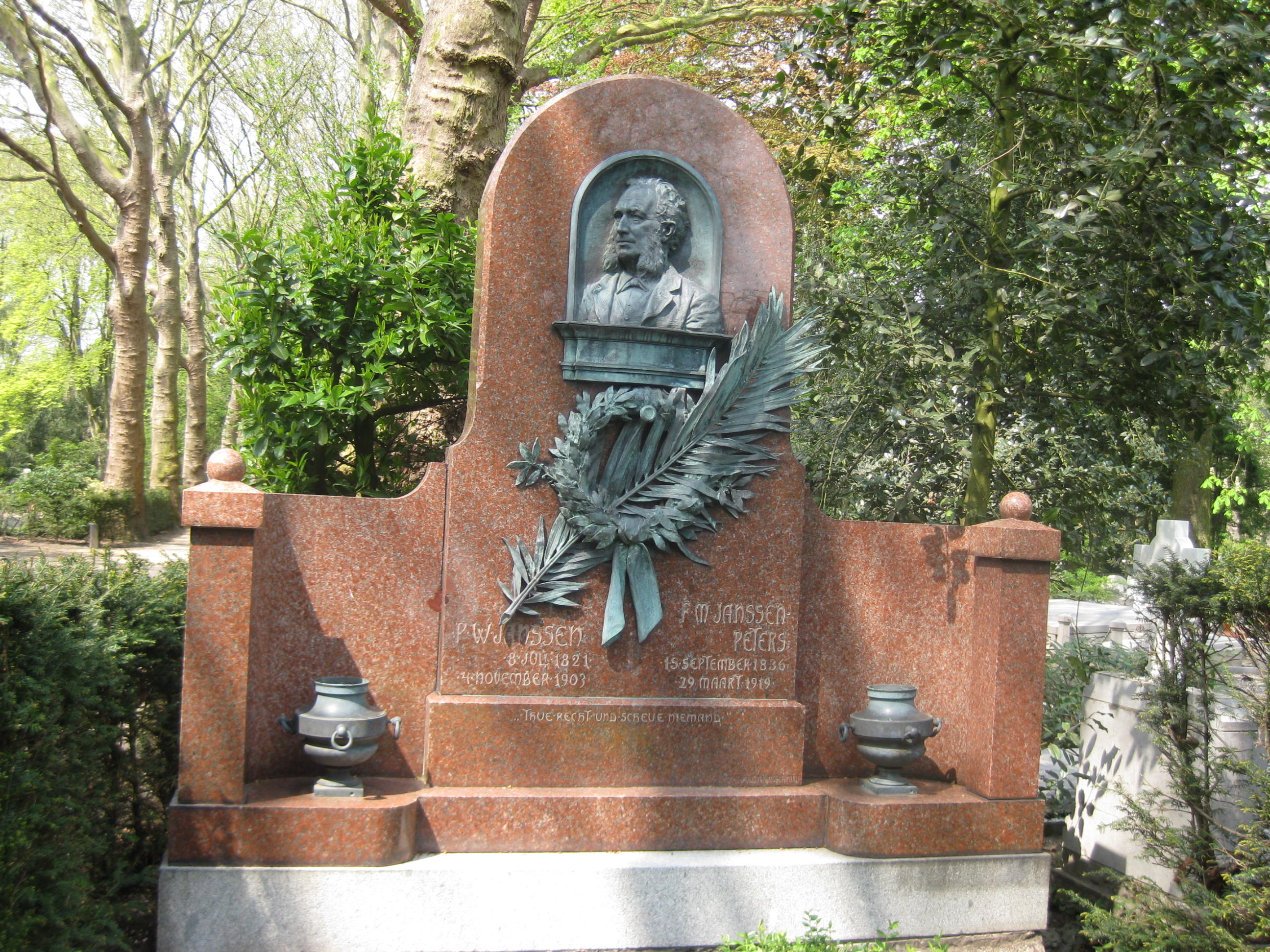
Tombe de P.W. Janssen.
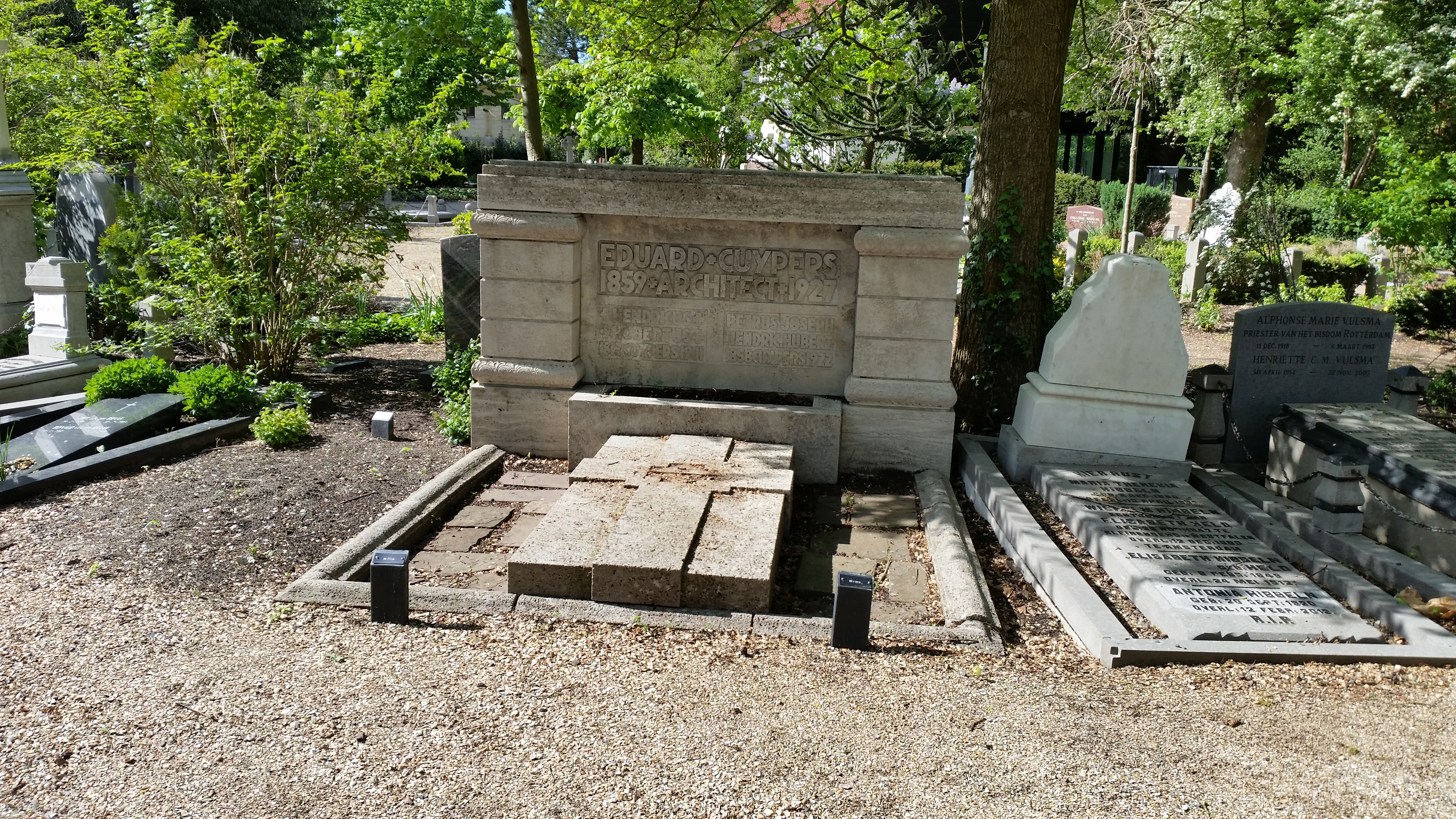
Tombe d'Eduard Cuypers.
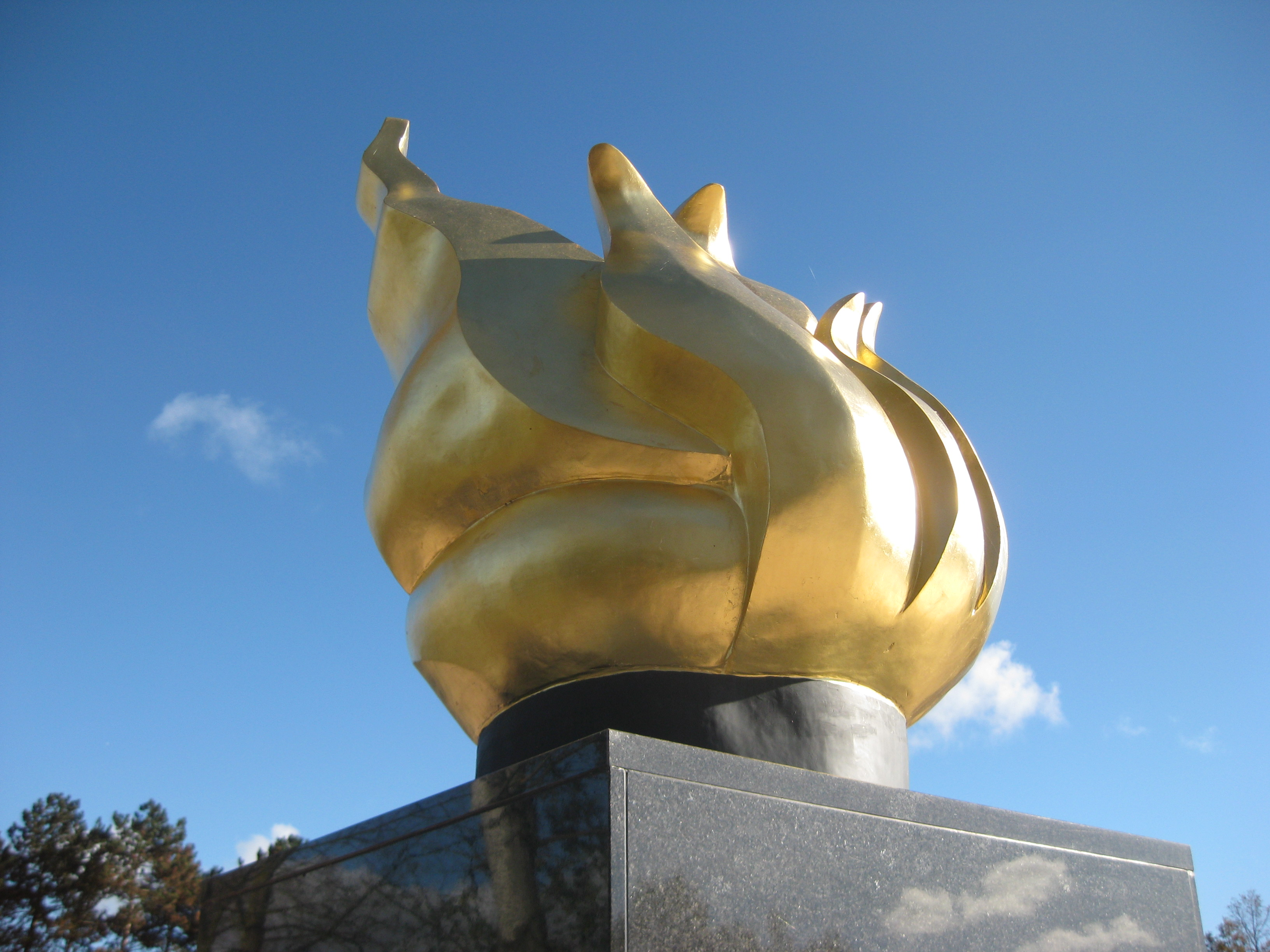
Le monument à la flamme (Vlammonument).
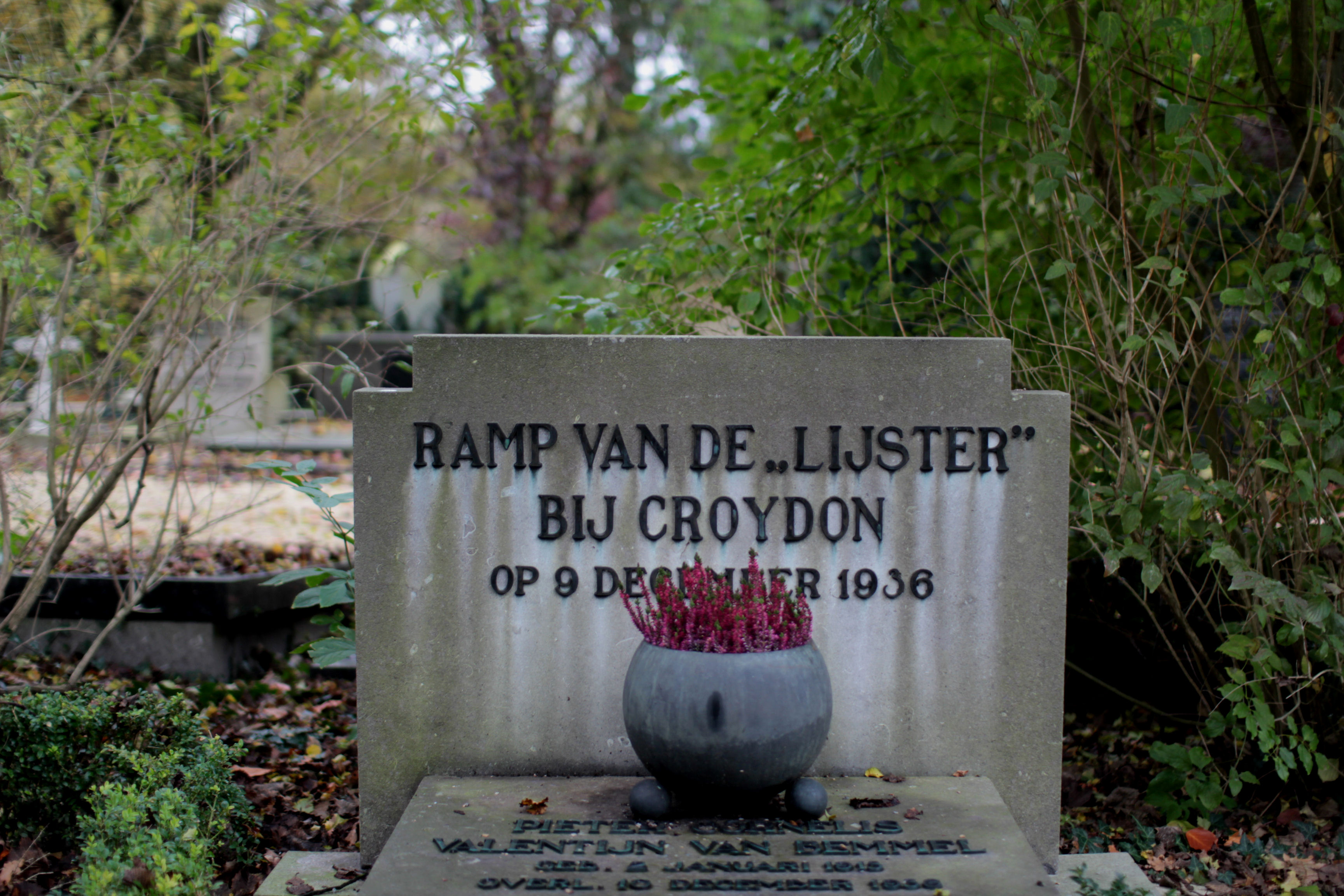
Monument aux victimes de l'écrasement de l'avion Lijster (nl) à Croydon en 1936.
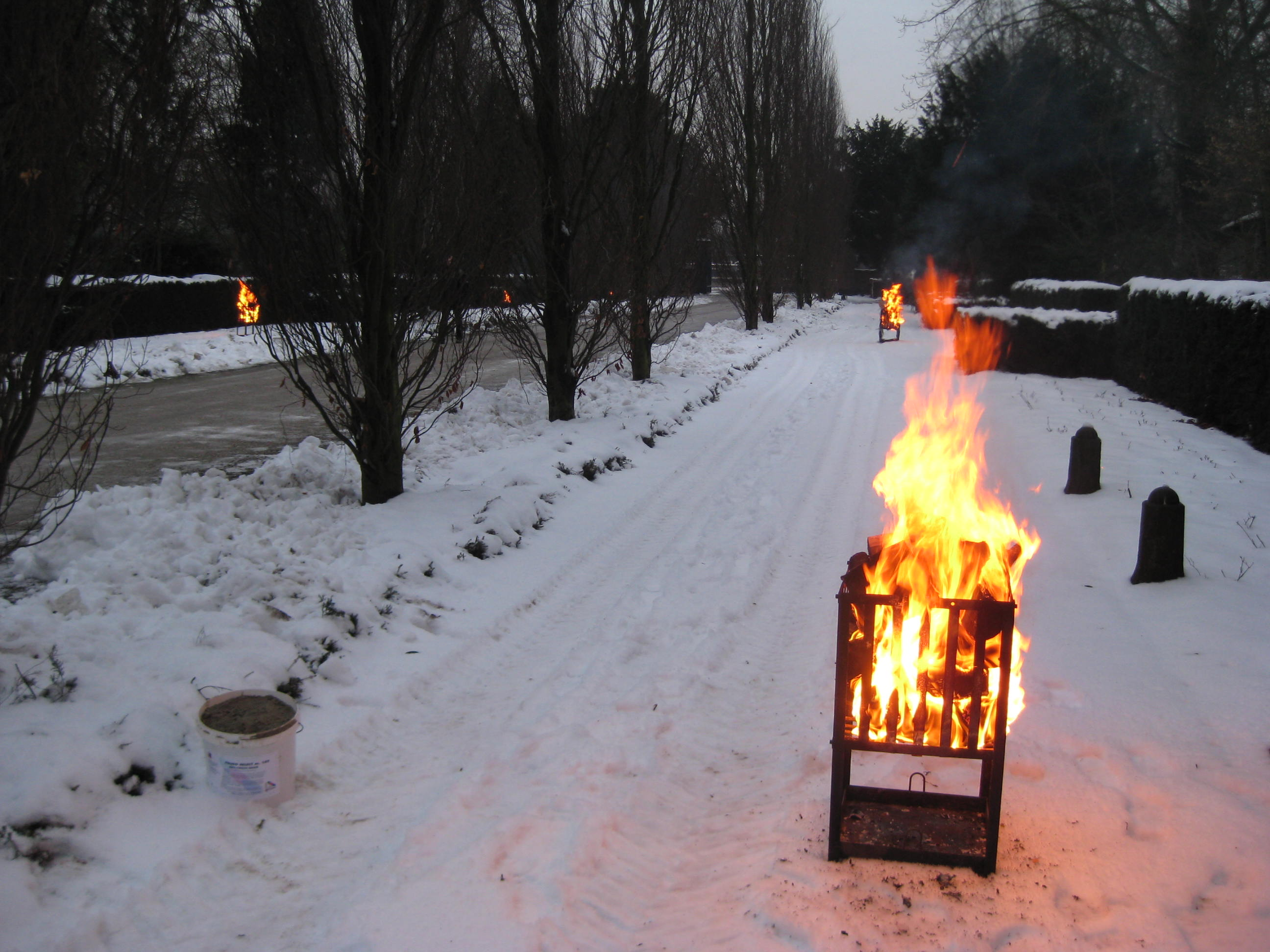
Noël 2009.

## Sources
- (nl) Cet article est partiellement ou en totalité issu de l’article de Wikipédia en néerlandais intitulé « Zorgvlied (begraafplaats) » (voir la liste des auteurs).